# Sedef Çakmak
Sedef Çakmak (9 de junio de 1982) es una política turca y activista LGBTI. Fue la primera persona abiertamente homosexual en ser democráticamente elegida para un cargo político en Turquía.

## Biografía
Çakmak pasó su infancia en Ankara y es graduada en sociología por la  de Universidad de Galatasaray.
Es activista en el movimiento LGBTI turco desde los años 2000. En 2004,  contactó con Lambdaistambul para escribir un artículo universitario sobre temática LGBTI en Turquía, entrando así en contacto con otras personas LGBTI,  y tomando conciencia de su propia identidad lesbiana. Más tarde se convirtió en un activo miembro de Lamda Estambul, llegando a ser miembro de su Comisión de Relaciones Internacionales y su Comisión de Búsquedas Académicas. De 2011 a 2013, cofundadó y presidió la organización SPoD LGBTI, una asociación sobre estudios de género y orientación sexual.
En las elecciones locales de 2014 para el ayuntamiento de Beşiktaş, Çakmak se presentó en las listas del Partido Republicano del Pueblo sin haber revelado su orientación sexual, siendo elegida concejal. Su mandato comenzó el 2 de marzo de 2015, habiendo sido previamente consejera del alcalde de Beşiktaş sobre asuntos LGBTI.
En octubre de 2017,  se convirtió en la presidenta de Rainbow Rose, una red de plataformas LGBTI de los diferentes partidos de socialistas europeos.